# Entimus
Genre
Entimus est un genre de coléoptères de la sous-famille des Entiminae (famille des Curculionidae).

## Liste des espèces
Selon GBIF (1er octobre 2023) :
- Entimus arrogans Pascoe, 1872
- Entimus excelsus Viana, 1968
- Entimus fastuosus (Olivier, 1790)
- Entimus granulatus (Linnaeus, 1758)
- Entimus imperialis (Forster J.R, 1771)
- Entimus nobilis (Olivier, 1790)
- Entimus primordialis Scudder, 1876
- Entimus sastrei Viana, 1958
- Entimus serpafilhoi Morrone, Abadie & Godinho, 2019

## Systématique
Le nom valide complet (avec auteur) de ce taxon est Entimus Germar, 1817.
Entimus a pour synonymes :
- Curculio Duponchel, 1843
- Curculio Gistl, 1848
- Entimnus Handlirsch, 1907
- Entymus Jacob, 1936